# Transmissão de energia elétrica de Miesbach a Munique

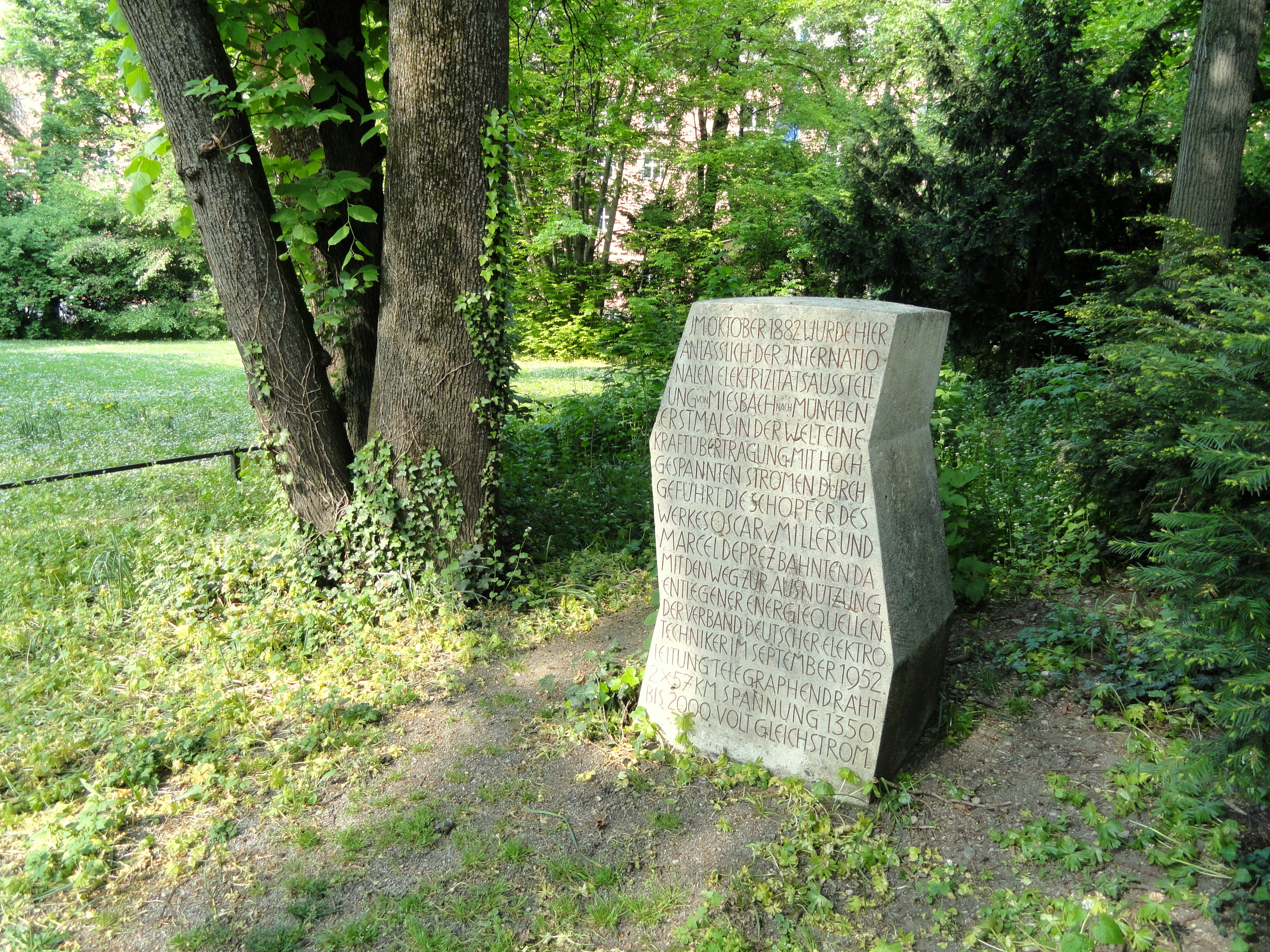
Monumento à transmissão de energia elétrica de Miesbach a Munique no Alter Botanischer Garten (Munique)

A transmissão de energia elétrica de Miesbach a Munique foi a primeira transmissão de energia elétrica a longa distância. Ocorreu em 1882 entre um motor a vapor situado próximo a Miesbach e o Glaspalast em Munique, onde a primeira Exposição Internacional de Eletricidade foi sediada. A voltagem utilizada foi 2000 V (sic!) de corrente contínua, em uma distância de 57 km. Foram transmitidos somente 2,5 kW, utilizados para mover uma cascata artificial. O sistema foi projetado por Oskar von Miller e Marcel Deprez.